# Anjunabeats Volume 9
Anjunabeats Volume 9 – dziewiąty album z serii składanek Anjunabeats Volume, miksowanych i kompilowanych przez brytyjską grupę Above & Beyond. Kompilacja ukazała się 13 listopada 2011 roku.

## Lista utworów
CD 1
1. Above & Beyond – „Tokyo” – 3:05
2. Parker & Hanson – „Afterthought” – 5:44
3. Breakfast pres. Keyworth – „Median” – 4:28
4. Cramp – „RU116” – 6:35
5. Andrew Bayer & Matt Lange feat. Kerry Leva – „In & Out Of Phase” – 4:41
6. Oliver Smith – „New Phase” – 5:24
7. Norin & Rad – „Bloom” – 5:23
8. Above & Beyond – „Formula Rossa” – 6:58
9. Maor Levi & Bluestone – „On Our Own” – 5:58
10. Genix – „Higher State” – 6:04
11. Oliver Smith – „Symmetry” – 4:04
12. Above & Beyond feat. Zoë Johnston – „You Got To Go” (Kyau & Albert Remix) – 5:19
13. Ost & Meyer – „Britanica” – 6:18
14. Oliver Smith – „Progress” – 6:28

CD 2
1. Tate & Diamond feat. Nicolai – „Electrified” (Mat Zo Electrofied Dub Mix) – 7:27
2. Mat Zo – „Bipolar” – 4:41
3. Above & Beyond feat. Richard Bedford – „Every Little Beat” (Myon & Shane 54 Remix) – 4:38
4. Jaytech – „New Vibe” – 5:24
5. Andrew Bayer feat. Molly Bancroft – „Keep Your Secrets” – 6:48
6. Arty – „Kate” – 5:54
7. Jaytech – „Overdrive” – 5:09
8. Super8 & Tab feat. Jan Burton – „Slow To Learn” (Maor Levi Club Mix) – 6:00
9. Nitrous Oxide – „iPeople” – 4:39
10. Mat Zo – „Frequency Flyer” – 5:27
11. Arty & Mat Zo – „Mozart” – 5:23
12. Cramp – „Catch The Eye” – 4:23
13. Sunny Lax – „Contrast” – 5:41
14. Mike Koglin vs. Genix – „Dyno” – 6:21

Dodatkowy utwór z serwisu iTunes
1. Arty & Mat Zo – „Rebound” (Omnia Remix) 7:11